# Zero (zespół muzyczny)
Zero – polski zespół muzyczny wykonujący muzykę dance. 

## Historia zespołu
Zespół powstał w 1998 roku w Warszawie. W pierwszym składzie znaleźli się: Łysy, Max i Cygan. Producenci muzyczni Bartłomiej Piasecki i Zbigniew Bieniak. Zespół zadebiutował utworem „Bania u Cygana”, do którego powstał teledysk. Utwór „Bania u Cygana” w roku 2001 przez trzy tygodnie utrzymywał się na pierwszym miejscu amerykańskiej listy przebojów radia ENERGY 92,75 FM  w Chicago (jak dotąd żadna piosenka w języku polskim nie powtórzyła tego sukcesu). W Polsce również został doceniony m.in. przez DJ's Magazine jako najlepszy utwór dance 1998 roku. Drugi wydany singel to „Jedziemy na maxa”. W 2000 roku zespół wydał płytę 001, a rok później 002. W 2001 roku z zespołu odszedł Max (zastąpił go Carlos). W nowym składzie Zero nagrało utwór „Nie stało się nic”. Teledysk do utworu zrealizował Marcin Wrona. w 2006 roku Carlos opuścił zespół. W 2015 roku z grupy odszedł Łysy. Wraz z wydaniem płyty 003 (w 2015 roku) do zespołu dołączył Pablo. Do tej płyty zrealizowano dwa teledyski do piosenek „Kazah czok” oraz „Bania u Cygana 2016” w której wystąpił gościnnie Michał Milowicz. Oba teledyski zrealizował Bartłomiej Piasecki.

## Dyskografia

### Albumy
- 001 (2000)[5]
- Restar 2001 (2001)[6]
- 002 (2002)[7]
- 003 (2015)[8]

### Single
- „Nalej Nam” (2002)[9]